# Aaron Joseph Seigo

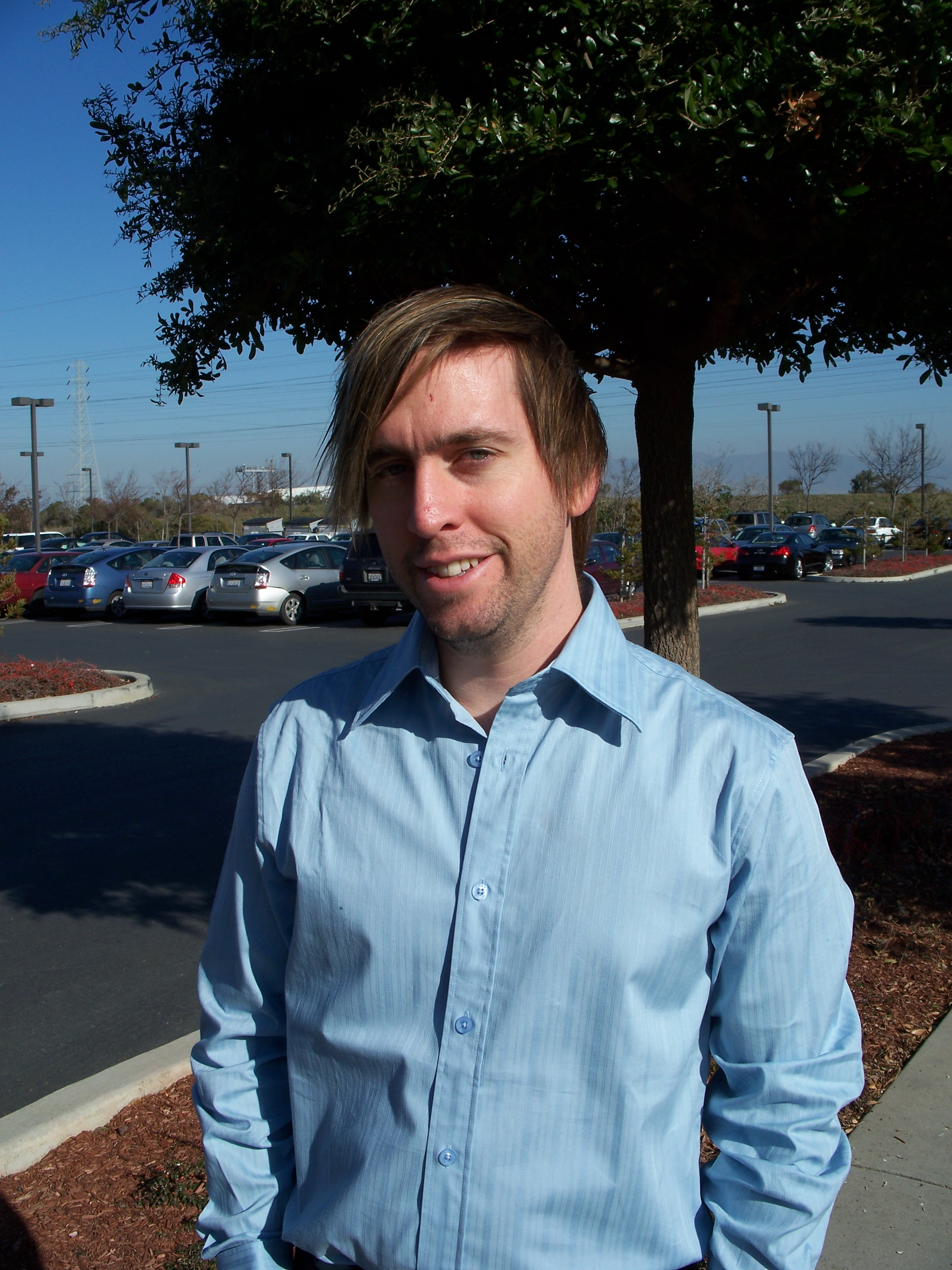
Aaron J. Seigo (2008)

Aaron Joseph Seigo (* 1975 in British Columbia, Kanada) ist ein kanadischer Informatiker. Er ist maßgeblich mit der Entwicklung von KDE verbunden, einer Gemeinschaft, die sich der Entwicklung Freier Software verschrieben hat. 

## Leben
Aaron J. Seigo lebte längere Zeit in Vancouver in British Columbia, Kanada. Seit 2000 beteiligte er sich am KDE-Projekt, seit 2002 auch im KDE-Usability-Projekt. Im Jahr 2004 wurde er als wichtige Person für das Projekt KDE vorgestellt. Seit 2005 arbeitete er in Vollzeit als professioneller Entwickler für das ehemalige norwegische Unternehmen Trolltech im Bereich der Anwendung und Weiterentwicklung der Programmbibliothek Qt. Er war Chefentwickler von Plasma und trug wesentlich zur öffentlichen Bekanntheit Freier Software bei. Er gab viele Interviews und war häufig auf IT-Konferenzen wie dem LinuxTag und der aKademy anzutreffen.
Er hat einen Sohn, der zur Jahrtausendwende geboren wurde.
Von 2005 bis 2007 war er Mitglied im Verwaltungsrat und anschließend bis 2009 Präsident des KDE e. V.
Nach dem Umzug nach Europa wohnt er in der Schweiz. Er arbeitete ab 2015 für Kolab Systems. 2015 leitete Seigo eine Crowdfunding-Initiative zur Entwicklung von Roundcube Next, einer Neufassung der Roundcube-E-Mail-Software. Das Projekt brachte 100.000 USD ein. Im Jahr 2016 stellte Kolab Systems die Bereitstellung von Updates für das Projekt ein und Aaron verließ Kolab Systems. Im Jahr 2018 arbeitete er für das Unternehmen Nomoko.